# 西新奧里藏特
11°42′36″S 62°00′00″W / 11.71000°S 62.00000°W
西新奧里藏特（葡萄牙語：Novo Horizonte do Oeste），是巴西的城鎮，位於該國西北部，由朗多尼亞州負責管轄，始建於1992年2月13日，面積843平方公里，2010年人口10,237，人口密度每平方公里12.14人。